# 取手市立藤代中学校
取手市立藤代中学校（とりでしりつ ふじしろちゅうがっこう）は、茨城県取手市椚木にある公立中学校。

## 沿革
（この節の出典）
- 1947年5月3日 - 相馬町・六郷村地区に相馬町・六郷村組合により相馬中学校が、久賀村に久賀中学校が､高須村に高須中学校が､山王村に山王中学校が開校。
- 1951年 - 久賀中学校を相馬中学校に編入統合。
- 1954年 - 「昭和の大合併」により藤代町が誕生したのにともない、藤代町立藤代中学校、藤代町立高須中学校､藤代町立山王中学校と改名。
- 1962年 - 藤代町立高須中学校を藤代中学校に編入統合。
- 1977年 - 現在地に校舎・体育館が竣工。山王中学校と藤代中学校を統合して､(新生)藤代中学校になる。
- 1982年 - 藤代南中学校を分離。
- 2005年 - 取手市との合併にともない、取手市立藤代中学校と改名。

## 校区
（この節の出典）
岡、和⽥、⼭王、配松、神住、中内、⽑有の⼀部、清⽔の⼀部、⾕中の⼀部、⼩浮気の⼀部、椚⽊、藤代の⼀部、⽚町、宮和田の⼀部、浜⽥、上萱場、下萱場、萱場、⼤曲、新川、双葉⼀丁⽬ - 三丁⽬、紫⽔⼀丁⽬ - 三丁⽬

## 1977年の統合前の学校の位置
- 藤代町立山王中学校
北相馬郡藤代町大字山王380番地（現在の取手市山王380番地）
現在は取手市立山王小学校
- 藤代町立藤代中学校
北相馬郡藤代町大字藤代53番地（現在の取手市藤代53番地）
現在は取手市立藤代小学校及び取手市立藤代幼稚園